# 양녕대군 이제 묘역
양녕대군 이제 묘역(讓寧大君 李禔 墓域)은 서울특별시 동작구 상도4동에 있는 태종의 장남이자 세종의 큰형인 양녕대군(讓寧大君) 제(禔)의 사당과 묘소이다. 1972년 8월 30일 서울특별시의 유형문화재 제11호 지덕사부묘소(至德祠附墓所)로 지정되었다가, 2008년 10월 30일 현재의 명칭으로 변경되었다.
묘역은 11,888평에 사당 건평 9평을 비롯한 3동의 건물과 묘 1기를 포함하고 있다. 그동안 양녕대군종친회에서 주관하는 양녕대군 기제행사 등의 행사에 한하여 개방하여 평상시에는 일반인이 출입할 수 없었으나, 2018년부터 별도의 입장료없이 일반인의 관람할 수 있도록 전면 개방되었다.

## 개요
조선 태종의 장남이며 세종의 맏형인 양녕대군(1394∼1462)의 묘와 사당이다.
사당은 숙종 1년(1675) 임금의 명에 의해 세운 것으로, 원래 숭례문 밖에 있던 것을 1912년 지금의 자리로 옮겨 놓은 것이다. 지덕이란 ‘인격이 덕의 극치에 이르렀다’는 뜻으로 세조가 친히 지어준 이름이라고 한다. 사당 안에는 양녕대군과 부인 광산 김씨의 위패가 모셔져 있고, 양녕대군의 친필인 숭례문 현판의 탁본과 정조가 지은 지덕사기, 허목이 지은 지덕사기 등이 있다.
양녕대군의 묘소는 사당 뒤편에 자리하고 있다.

## 전해오는 이야기
지덕(至德)이란 중국 주(周)나라 때 태왕(太王)이 맏아들 태백과 둘째아들 우중을 건너뛰어 셋째아들 계력에게 왕위를 물려할 때 태백과 우중 두 형제는 부왕의 뜻을 헤아려 삭발하고 은거하며 왕위를 사양했다.
훗날 공자(孔子)가 태백은 지덕, 우중은 청권이라고 칭송하였다. 이러한 고사를 바탕으로 양녕대군을 모시는 사당을 지덕사(至德祠), 효령대군을 모시는 사당을 청권사(淸權祠)라 하였다.
사당의 후면에 양녕대군과 정경부인 광산 김씨(光山金氏)를 합장한 묘소가 자리하며, 그 앞에 장명등과 묘비 및 문인석이 좌우에 2기씩 서 있는데 양녕대군은 유언으로 호화로운 예장을 받지 말고 묘비와 상석을 만들지 말라 했는데 7대손 만(曼)과 8대손 성항(性恒)이 묘소 앞에 석물을 세웠다 한다.
하지만 그 때 세운 묘비는 1910년 경술국치 전날인 8월 28일 밤 벼락소리와 함께 갈라져 1915년 다시 묘비를 세웠다고 전해온다. 또한 대한민국 초대 대통령 이승만은 양녕대군의 16대손으로 알려져 있는데 이승만이 남산 서쪽의 도동(桃洞)에 정착할 때, 양녕대군의 봉사손으로 판서를 지낸 이근수의 도동 서당에 다니기 위해서였다고 한다. 거기에는 양녕대군의 위패를 모신 사당 지덕사(至德祠)가 있었기 때문이다. 이승만은 살던 초가집이 도동 우수현(雩守峴) 남쪽에 있었기 때문에 나중에 이승만은 그의 아호를 우남(雩南)으로 했다.
양녕대군은 시와 글씨에 능하였는데 서울역앞 남대문의 '숭례문(崇禮門)'이라는 현판 글씨도 썼다.
능고개는 관악구 봉천동 호리목 마을에서 상도동으로 넘어가는 고개로서, 이 고개를 넘어가면 상도동 산65-42번지와 217-1번지에 양녕대군의 묘소와 사당인 지덕사(至德祠)가 있는 데서 유래된 이름인데 사당에는 세조가 친히 만든 금자현액(金字懸額)과 조선 중기의 문신인 허목(許穆)의 휘호로 된 지덕사기(至德祠記), 양녕대군의 필적으로 전해지는 숭례문의 탁본 등 유물이 보관되어 있다.

## 교통
지하철 7호선에서 상도역 2번출구로 나와 양녕로 따라 가다보면 300미터 거리에 세워져 있다.

## 참고 자료
- 양녕대군이제묘역 - 국가유산청 국가유산포털